# Braniștea (Bistrița-Năsăud)
Braniștea é uma comuna romena localizada no distrito de Bistrița-Năsăud, na região histórica da Transilvânia. A comuna possui uma área de 41.64 km² e sua população era de 3284 habitantes segundo o censo de 2007.